# Orionov pojas
Orionov pojas ili Kosci, također poznat kao Tri kralja, Tri sestre ili Jakovljev štap, je asterizam u zviježđu Orion. Sastoji se od tri svijetle zvijezde Alnitak, Alnilam i Mintaka. 
Traženje Orionovog pojasa na noćnom nebu najlakši je način pronalaženja Oriona na nebu. Zvijezde su manje-više ravnomjerno raspoređene u ravnoj liniji, pa ih se može vizualizirati kao pojas lovačke odjeće. Najbolje su vidljive na ranom noćnom nebu tijekom sjeverne zime / južnog ljeta, osobito mjeseca siječnja oko 21:00 sat. 
Kada bismo liniju pojasa produžili preko Mintake stigli bismo do Aldebarana (najsjajnija zvijezda Bika), a produžimo li je u suprotnu stranu, dolazimo do najsjajnije zvijezde noćnog neba, Siriusa. U okolici zvijezde Alnitak nalazi se maglica oznake IC 434 čiji je najpoznatiji dio tamni stup prašine naziva Konjska glava. Ispod pojasa naziremo još jednu skupinu zvijezda koju nazivamo Orionov mač gdje se nalazi najpoznatije zvjezdano rodilište, Orionova maglica.

## Zvijezde komponente
Imena tri zvijezde potječu od arapskog jezika. Alnilam (ar. النظام) znači "niz bisera" ili je povezan s riječi nilam ("safir"); pravopisne varijante uključuju Alnihan i Alnitam, pri čemu su sve tri pogreške pogreške u transliteraciji ili pogreške u kopiranju. Što se tiče ostala dva, Mintaka (ar. منطقة) ima isti korijen kao Alnitak (ar. النطاق).  

### Mintaka
Mintaka (δ Orionis) je jedna je od jačih zvijezda iz Orionovog pojasa: Mintaka je najzapadnija od tri zvijezde iz Orionovog pojasa. To je sustav od više zvijezda, sastavljen od velikoga plavog diva B više masivnih bijelih zvijezda O-tipa. Kroz nju prolazi nebeski ekvator.

### Alnilam
Alnilam (ε Orionis)  je srednja od tri zvijezde u Orionovom pojasu, između Mintake i Alnitake. Alnilam je modri supergigant tipa B. Iako je dvaput dalja od našeg Sunca u odnosu na druge dvije zvijezde iz Orionovog pojasa Mintaku i Alnitak, jednako je sjajna zvijezda. Alnilam brzo gubi masu kao posljedica svoje veličine, pa joj je do kraja preostalo još približno oko 4 miliuna godina.

### Alnitak
Alnitak (ζ Orionis) je najistočnija zvijezda u Orionovom pojasu i čini njegov istočni rub. To je trostruka zvijezda udaljena oko 800 svjetlosnih godina od Sunca, s glavnom primarnom zvijezdom koja je plavi supergigant, s klasom sjaja O na noćnom nebu.

## Ostali objekti

### Maglica Plamen
NGC 2024 ili Maglica Plamen je difuzna maglica u zviježđu Oriona. Udaljena je oko 1500 ly. Izvor sjaja maglice je sjajna zvijezda Alnitak (ζOri), najistočnija u Orionovom pojasu. Alnitak je snažan izvor zračenja u ultraljubičastom dijelu spektra. Ovo zračenje izbija elektrone iz velikih oblaka vodika koji čine maglice. Sjaja maglice dolazi od zračenja do kojeg dolazi zbog rekombinacije elektrona i protona. Nekoliko oblaka vodika nalaze se između nas i ovog oblaka i oni se vide kao mreža tamnih silueta u središnjem dijelu maglice.

## Galerija
- Karta Oriona
- Simulirana slika Orionovog pojasa
- Regija Alnitaka i Alnilama (gore desno) i maglica Plamen